# Dragon Quest II
Dragon Quest II (ドラゴンクエストII 悪霊の神々 Doragon Kuesuto Tsū Akuryo no Kamigami?, lit. Dragon Quest II: Panteón de los espíritus malignos), conocido como Dragon Warrior II en América del Norte, es un videojuego de rol desarrollado por Chunsoft y publicado por Enix (ahora conocido como Square Enix) en 1987 para el MSX y Nintendo Entertainment System como parte de la serie Dragon Quest (conocida entonces como la serie Dragon Warrior en América del Norte).
El juego se centra en la historia del príncipe de Midenhall a quien le ordenan detener a un malvado hechicero después de destruir el Castillo Moonbrooke. En su aventura, es acompañado por sus dos primos, el príncipe de Cannock y la princesa de Moonbrooke. Este juego expande la fórmula de la serie desde el primer juego por tener un grupo más grande y más áreas para explorar.

## Jugabilidad
Este juego permite al jugador controlar más de un personaje, y es el primero de la serie Dragon Quest en hacerlo. El juego introdujo un sistema de grupo, donde, en lugar de comenzar el juego con todo un grupo, como en años anteriores de videojuegos de rol de ordenador, el jugador comienza la partida con un solo personaje y poco a poco recluta más miembros del partido durante el transcurso del juego. El jugador controla a sus personajes a medida que avanzan en el mundo del juego. Ellos pueden buscar cofres de tesoros, charlar y comerciar con los aldeanos, equipar armas y armaduras, y lanzar hechizos.
Al recorrer los campos, torres, cuevas, mares, o mazmorras, el jugador se encuentra con batallas que ocurren al azar. El modo de batalla introduce los grupos de monstruos, que es una actualización de las batallas uno-contra-uno de Dragon Warrior. En el modo batalla, el jugador da órdenes a los personajes sobre la forma de luchar contra los monstruos. Una vez que el jugador derrota a todos los monstruos, los personajes ganan puntos de experiencia y oro. Los puntos de experiencia elevan los niveles de experiencia de los personajes. Esto mejora los atributos de los personajes, y también pueden aprender nuevos hechizos.
Para ganar, el jugador debe luchar contra muchos monstruos para mejorar los niveles de experiencia de los personajes y conseguir oro para comprar mejores armas y armaduras. Con el tiempo, los personajes de los jugadores se convierten en lo suficientemente fuerte como para hacerlo a la siguiente ciudad o mazmorra. Esto se repite hasta que el jugador llega al jefe final y lo derrota. Sin embargo, el juego no es necesariamente lineal, sobre todo después de que el jugador tiene el barco. La exploración es un componente clave del juego.
El juego ofrece algunos puntos para salvar el juego. En la mayoría de las ciudades, hablar con un rey o un ministro guarda el juego. También permite la eliminación y el traslado de partidas guardadas. Esta fue una actualización de la versión japonesa, que utilizaba un sistema de contraseña para restablecer el progreso.
Dragon Warrior II se caracteriza por la expansión en gran medida el juego desde el juego anterior, Dragon Warrior. Dragon Warrior II es el primer juego de la serie para ofrecer múltiples héroes y enemigos en una batalla, así como un barco de vela. A diferencia de Final Fantasy lanzado ese mismo año, el cual sólo permitía al jugador a atracar el barco en los puertos, Dragon Quest II permitió que el jugador atracara la nave en cualquier lugar, permitiendo el mundo del juego para ser explorado de una manera abierta. También fue el primero en tener armas que lanzan hechizos cuando se usa en las batallas. Además, Dragon Warrior II ofrece una mayor variedad de hechizos y objetos y un mundo mucho más grande. el juego también amplió el sistema de gestión de inventario de su predecesor, dando a cada personaje un inventario individual con capacidad para ocho artículos, poniendo un mayor énfasis en una gestión de artículos conservadora entre los personajes.

## Historia
Dragon Warrior II se establece cien años después de Dragon Warrior. Un siglo de la paz de repente se terminó cuando siervos del malvado mago Hargon atacan el Castillo Moonbrooke. Un único guardia, un sobreviviente herido de la batalla, hace su camino hacia el reino de Midenhall. Allí, con su último aliento le informa al rey de sus terribles circunstancias relativas a un malvado hechicero conocido como Hargon (un enemigo visto más adelante en los juegos de Dragon Quest Monsters). Hargon ha atacado el Castillo Moonbrooke. El rey manda a su hijo, el Príncipe de Midenhall y descendiente de Erdrick, conocido como Loto en las versiones japonesas y posteriormente re-localizaciones, para derrotar a Hargon.
El príncipe comienza su búsqueda solo, pero más tarde se le unen dos primos: el Príncipe de Cannock y la princesa de Moonbrooke. Después de encontrar el Príncipe de Cannock, que deja en un viaje similar casi al mismo tiempo como el Príncipe de Midenhall, los dos deben rescatar a la princesa de Moonbrooke, que estaba en el Castillo Moonbrooke cuando fue atacado por el ejército de Hargon. Es hasta que el Príncipe de Midenhall los encuentra, unen sus fuerzas y juntos derrotan a Hargon. En el camino, el trío de consigue un barco, lo que les permite viajar a través de los océanos para llegar a nuevos continentes, incluyendo Alefgard, donde Dragon Quest se llevó a cabo . Allí se encuentran con el nieto de Dragonlord, el villano del juego anterior, que da al grupo información valiosa acerca de los cinco crestas. Mediante la recopilación de los cinco crestas ocultas en todo el mundo, el grupo puede crear el encanto de Rubiss, lo que les permite luchar contra Hargon y sus ilusiones.

## Desarrollo
El mundo del juego de Dragon Warrior, Alefgard, se incluye en el mapa mundial en Dragon Warrior II (aunque en escala ligeramente reducida), aunque el héroe puede ganar el juego sin tener que poner un pie allí. La canción que se reproduce cuando vagando los campos de Dragon Warrior, "Mundo Desconocido", también se escucha cuando el héroe se encuentra en esa zona. Dragon Quest II fue el primer juego de Dragon Quest en incluir un juego de azar (jugado con billetes de lotería que se encuentran), y también fue el primer juego de Dragon Quest en utilizar varios tipos de clave e incluir puertas de viajes (puertas urdimbre). En la versión original de Famicom, las contraseñas se utilizan para guardar, pero la versión de NES ofreció una función de guardado sin contraseñas.
La introducción en la historia Moonbrooke está presente exclusivamente en Dragon Warrior II. En Dragon Quest II, el juego comienza justo con el soldado herido de Moonbrooke entrando al Castillo Midenhall, buscando la ayuda de su rey.
Yuji Horii cree que muchos jugadores juegarían Dragon Warrior II sin jugar Dragon Warrior y por lo tanto tendrían que buscar los otros miembros del grupo.

## Recepción
La versión Famicom de Dragon Warrior II fue un éxito financiero en Japón, habiendo vendido aproximadamente 2,4 millones de copias al 31 de marzo de 2003. En 2006, los lectores de la revista Famitsu votaron el juego el número decimoséptimo mejor videojuego de todos los tiempos.
Dragon Quest II se conoce generalmente como un remedio a los problemas que se encuentran en el primer juego, incluyendo a los grupos de tres personajes, tener un mundo más grande, mejores gráficos, y la capacidad de llevar más elementos. Otras mejoras observadas fueron las claves que pueden puede utilizar varias veces y los nuevos elementos estratégicos introducidos por grupos más grandes y más grandes grupos de enemigos. La música del juego es a menudo alabada, a pesar de sus capacidades limitadas de 8-bits. Considerado un clásico del género RPG, el juego es considerado como digno de alabanza.
En conjunto, tanto los remakes de SNES y GBC vendieron más de 1,94 millones de copias en todo el mundo. Con el éxito de este juego, Enix continuó con la liberación de Dragon Warrior III para Game Boy Color en 2001, que a su vez se basó en una previa y no lanzada actualización para la Super Famicom del original Dragon Quest III.